# Габай, Сассон
Сассон Габай (Габбай, ивр. ששון גבאי‎, араб. ساسون جاباي‎; род. 24 ноября 1947, Багдад, Ирак) — израильский актёр театра и кино. Лауреат премии Европейской киноакадемии лучшему актёру (2007, «Визит оркестра»), многократный лауреат премии Израильской киноакадемии, Израильской театральной премии и звания «Лучший театральный актёр года» в Израиле.

## Биография
Сассон Габай родился в 1947 году в Багдаде и в 1951 году вместе с семьёй переехал в Израиль. После полутора лет жизни в маабаре семья Габай переехала в Хайфу. Сассон учился в школе Всемирного еврейского союза, затем с 1965 по 1968 год служил в Армии обороны Израиля и после увольнения поступил в Тель-Авивский университет. В 1972 году окончил университет с первой степенью по сценическому искусству и психологии.
Театральный дебют Габая состоялся в 1971 году в постановке Эдны Шавит «Розента возвращается с поля боя». С 1972 года состоял в труппе недавно образованного иерусалимского театра «Хан», режиссёром которой был Майкл Альфредс. В 1978 году Габай сыграл в театре «Хан» свою первую большую театральную роль — Доктора в пьесе «Слуга двух господ» Гольдони; в дальнейшем в этом же театре Габай исполнял ведущие роли в постановках «Уловка-22» по роману Хеллера и «Едоки» по пьесе Яакова Шабтая. В дальнейшем, расставшись с труппой «Хана», Габай играл во всех ведущих театрах Израиля, в том числе в «Габиме» и в «Камери» в ряде пьес Ханоха Левина. Роль Шохета в пьесе Левина «Великая блудница Вавилонская», на которую Габая пригласил сам драматург, стала знаковой в его актёрской карьере. Среди исполненных ролей — Пичем («Трёхгрошовая опера», «Габима», 1984), Клавдий («Гамлет», «Габима», 1985), Арнольф («Школа жён», «Габима»), Доменико («Филумена Мартурано», «Бейт-Лесин», 1994), Сирано («Сирано де Бержерак», «Габима», 1997); репертуар Габая включал как классические комические и острохарактерные роли, так и драматические — Зингер в одноимённой пьесе Питера Фланнери, Эдди Росс (Голдберг) в «Разговорах с моим отцом» Герба Гарднера. В начале 1990-х годов Габай был удостоен вначале звания театрального актёра года (вторично награждён в 2000 году), а затем актёрской премии имени Хадас и Рафаэля Клячкиных. В 1999, 2010 и 2015 годах Габай завоёвывал Израильскую театральную премию в номинации «Лучший исполнитель главной мужской роли» (за роли в спектаклях театра «Бейт-Лесин» по комедии Нила Саймона «Странная пара», пьесе Савьон Либрехт «Рохеле выходит замуж» и пьесе Флориана Зеллера «Отец»). В 2001 году он получил премию имени Готлиба и Ханы Розенблюм в области сценического искусства, присуждаемую мэрией Тель-Авива.
С 1973 года Габай снимается в кино, включая как израильские, так и зарубежные ленты, в которых часто выступает в ролях арабов или представителей центральноазиатских народов (Муса в «Рэмбо III», Боссам в «Последнем сроке», Хамид в «Без дочери — никогда», министр обороны Гамаль Халед в британском телефильме об Эли Коэне «Невероятный шпион» и т. д.). За роль второго плана в израильском фильме 1991 года «Сезон вишен» Габай получил премию Израильской киноакадемии.
В начале XXI века Габай сыграл две наиболее успешных кинематографических роли в карьере — египетского подполковника Тауфика Захарьи в «Визите оркестра» (2007) и мастера-реставратора Яакова Фидельмана в «Реставрации» (2011). Первая из них принесла ему вторую за карьеру премию Израильской киноакадемии («Офир»), на сей раз как исполнителю главной мужской роли, премию Европейской киноакадемии лучшему актёру и номинацию на аналогичную премию Asia Pacific Screen Awards, а также награды Иерусалимского международного кинофестиваля, кинофестиваля Fantasporto и Международного фестиваль фильмов о любви в Монсе; вторая — приз за лучшую мужскую роль Индийского международного кинофестиваля и ряд номинаций. Свой третий «Офир» Габай завоевал в 2014 году как исполнитель мужской роли второго плана в фильме «Развод». В 2022 году завоевал премию «Офир» как лучший исполнитель главной мужской роли (фильм «Караоке»).
На телевидении Габай, начинавший с роли вожатого в детском сериале, снимался в многочисленных израильских и зарубежных докудрамах («Процесс Кастнера», 1994), «Эгоз», 1999, «Дом Саддама», 2008) и в комедийных сериалах («Институт», 2001, и др.), участвовал в популярной сатирико-юмористической программе «Зеу зе» («Вот и всё»). За заглавную роль в комедийном сериале «Полищук» он дважды — в 2012 и 2014 годах — номинировался на приз Израильской академии телевидения.

## Фильмография
| Год       |     | Русское название                  | Оригинальное название            | Роль                         |
| --------- | --- | --------------------------------- | -------------------------------- | ---------------------------- |
| 1973      | ф   |                                   | אור מן ההפקר                     | Шая                          |
| 1974—1978 | с   |                                   | הילדים משכונת חיים               | вожатый Сассон               |
| 1984      | ф   | Посол                             | Посол                            | арабский студент             |
| 1987      | тф  | Невероятный шпион                 | The Impossible Spy               | генерал Гамаль Халед         |
| 1987      | ф   | Последний срок                    | Deadline                         | Боссам                       |
| 1988      | ф   | Краденое небо                     | Steal the Sky                    | Камель Джерн                 |
| 1988      | ф   | Рэмбо III                         | Rambo III                        | проводник Муса               |
| 1990      | ф   |                                   | המחצבה                           | Моше Давид                   |
| 1991      | ф   | Сезон вишен                       | עונת הדובדבנים                   | Шоко                         |
| 1991      | ф   | Без дочери — никогда              | Not Without My Daughter          | Хамид                        |
| 1992      | ф   | В мгновение ока                   | Blink of an Eye                  | Халиль                       |
| 1992      | ф   | Три женщины                       | סיפורי תל אביב                   | профессор                    |
| 1994      | ф   | Патриоты                          | Les Patriotes                    | израильский полицейский      |
| 1994      | мтф | Процесс Кастнера                  | משפט קסטנר                       | Исраэль (Рудольф) Кастнер    |
| 1995      | ф   |                                   | צלקת                             |                              |
| 1995      | с   |                                   | סיטון                            | Габриэль Ситтон              |
| 1998      | тф  | Побег: Живой груз                 | Escape: Human Cargo              | Сулиман Насир Раси           |
| 1999      | мтф |                                   | אגוז                             | Рафаэль                      |
| 2000      | ф   | Отряд «Дельта»: Пропавший патруль | Delta Force One: The Lost Patrol | Министр Оман                 |
| 2001      | ф   | Сделано в Израиле                 | Made in Israel                   | Перах                        |
| 2001      | ф   | Тайна ордена                      | The Order                        | Юрий                         |
| 2001      | с   |                                   | המכון                            |                              |
| 2002      | тф  |                                   | פרצוף של פוקר                    | Алекс                        |
| 2004      | ф   | Нулевой год                       | שנת אפס                          | дрессировщик собак-поводырей |
| 2006      | ф   | Авива, любовь моя                 | אביבה אהובתי                     | Одед Зар                     |
| 2006      | мтф | Джихад!                           | Djihad!                          | Абдель Халид                 |
| 2007      | ф   | Визит оркестра                    | ביקור התזמורת                    | подполковник Тауфик Захария  |
| 2008      | мтф | Дом Саддама                       | House of Saddam                  | Ахмад аль-Бакр               |
| 2008      | ф   | Привет, пока!                     | Hello Goodbye                    | Начальник полиции            |
| 2009—2012 | с   | Полищук                           | פולישוק                          | Роби Полищук                 |
| 2011      | ф   | Реставрация                       | בוקר טוב אדון פידלמן             | Яаков Фидельман              |
| 2011      | ф   | Перелётные свиньи                 | Le Cochon de Gaza                | Джафар                       |
| 2012—2013 | с   | Особый отдел                      | המיוחדת                          | Ховав Кнаани                 |
| 2013      | ф   | Охотясь на слонов                 | לצוד פילים                       | Элияху                       |
| 2013      | ф   | Кидон                             | כידון                            | Яир Ицхаки                   |
| 2013—2016 | с   | Штисель                           | שטיסל                            | Нухем Штисель                |
| 2014      | ф   | Развод                            | גט - המשפט של ויויאן אמסלם       | раввин Шимон Амсалем         |
| 2014—2015 | с   | Русалки                           | בתולות                           | Узи Регуан                   |
| 2015      | ф   | Добрые слова                      | המילים הטובות                    | отец                         |
| 2018      | ф   | Ангел                             | המלאך                            | Анвар Садат                  |
| 2018      | ф   | Другая история                    | סיפור אחר                        | Шломо Абади                  |
| 2019      | ф   | Девушка моего брата               | La femme de mon frère            | Ишем                         |
| 2020      | тф  | Осло                              | Oslo                             | Шимон Перес                  |
| 2022      | ф   | Караоке                           | קריוקי                           | Меир                         |
| 2023      | ф   | Моя дочь, моя любовь              | בתי אהובתי                       | Шимон Охайон                 |

## Награды и номинации
Награды
- 1991 — премия Израильской киноакадемии, номинация «Лучший исполнитель мужской роли второго плана» («Сезон вишен»)[8]
- 1991 — лучший театральный актёр года в Израиле[4]
- 1992 — премия имени Хадас и Рафаэля Клячкиных[5]
- 1999 — Израильская театральная премия, номинация «Лучший исполнитель главной мужской роли» («Странная пара»)[6]
- 2000 — лучший театральный актёр года в Израиле[4]
- 2007 — «Офир» (премия Израильской киноакадемии), номинация «Лучший исполнитель главной мужской роли» («Визит оркестра»)[8]
- 2007 — Премия Европейской киноакадемии лучшему актёру («Визит оркестра»)[8]
- 2007 — Иерусалимский международный кинофестиваль, приз за лучшую мужскую роль («Визит оркестра»)[8]
- 2008 — кинофестиваль Fantasporto, приз за лучшую мужскую роль («Визит оркестра»)[8]
- 2008 — Международный фестиваль фильмов о любви в Монсе[фр.], приз за лучшую мужскую роль («Визит оркестра»)[8]
- 2010 — Израильская театральная премия, номинация «Лучший исполнитель главной мужской роли» («Рохеле выходит замуж»)[6]
- 2011 — Индийский международный кинофестиваль, приз за лучшую мужскую роль («Реставрация»)[9]
- 2014 — «Офир», номинация «Лучший исполнитель мужской роли второго плана» («Развод»)[8]
- 2015 — Израильская театральная премия, номинация «Лучший исполнитель главной мужской роли» («Отец»)[6]
- 2022 — «Офир» (премия Израильской киноакадемии), номинация «Лучший исполнитель главной мужской роли» («Караоке»)[8]

Номинации
- 1994 — премия Израильской киноакадемии, номинация «Лучший исполнитель мужской роли второго плана» («Шрам»)
- 2001 — премия Израильской киноакадемии, номинация «Лучший исполнитель мужской роли второго плана» («Сделано в Израиле»)
- 2006 — «Офир» (премия Израильской киноакадемии), номинация «Лучший исполнитель мужской роли второго плана» («Авива, любовь моя»)
- 2007 — премия Киноакадемии Азиатско-Тихоокеанского региона, номинация «Лучший актёр» («Визит оркестра»)
- 2011 — премия Киноакадемии Азиатско-Тихоокеанского региона, номинация «Лучший актёр» («Реставрация»)
- 2011 — «Офир», номинация «Лучший исполнитель главной мужской роли» («Реставрация»)
- 2012 — премия Израильской академии телевидения, номинация «Лучший актёр в комедийном сериале» («Полищук»)
- 2013 — «Офир», номинация «Лучший исполнитель главной мужской роли» («Охота на слонов»)
- 2014 — премия Израильской академии телевидения, номинация «Лучший актёр в комедийном сериале» («Полищук»)